# Lazar Mutic
Lazar Mutic (Bania Luka, 6 de enero de 1999) es un baloncestista bosnio que pertenece a la plantilla del Okapi Aalstar de la BNXT League. Con 2,01 metros de estatura, juega en la posición de alero.

## Trayectoria deportiva
Mutic que se desenvuelve tanto en las posiciones de '4' como de '3', llegó en 2013 al Real Madrid en edad cadete desde el KK Basket 2000 de su país. 
En 2015, tras proclamarse Campeón de España con el conjunto blanco y de Europa U16 con Bosnia, el alero que tras formarse en la cantera del Real Madrid, abandonaría el conjunto blanco para disputar las temporadas 2015-2016 y 2016-2017 en Liga EBA con el Baloncesto Torrelodones, también de Madrid, y con el júnior de la misma entidad para seguir puliéndose como jugador.
En agosto de 2017 se hace oficial su fichaje por el UCAM Murcia, para alternar el equipo filial con el de Liga ACB. En su primer año hizo unos promedios de 7,3 puntos, 6 rebotes y 7,3 de valoración, mientras que el curso 2018-2019 terminó con 8,2 puntos, 6,1 capturas y 8,3 de valoración.
Durante la temporada 2019-20, jugó en el Delteco GBC en la LEB Oro, con el que conseguiría el ascenso a la Liga Endesa. Con los vascos hizo unos promedios de 2,1 puntos, 1,5 rebotes y 1,5 de valoración en los poco más de 7 minutos en pista.
El 17 de agosto de 2020, se hace oficial su incorporación al Bàsquet Manresa de la Liga Endesa. En principio disputaría la temporada 2020-21 alternando su participación en el primer equipo con actuaciones en el club vinculado, el CB Artés de Liga EBA.
El 12 de abril de 2021, firma por el TAU Castelló de la LEB Oro española, sustituyendo al lesionado Romà Bas.
El 3 de septiembre de 2021, firma por el CB Marbella de la Liga LEB Plata.
El 20 de julio de 2022, firma por el CB Almansa de la LEB Oro.
El 15 de julio de 2023, firma por el Okapi Aalstar de la BNXT League.